# Phacopsis vulpina
Phacopsis vulpina Tul.– gatunek grzybów z rodziny tarczownicowatych (Parmeliaceae). Grzyb naporostowy.

## Systematyka i nazewnictwo
Pozycja w klasyfikacji według Index Fungorum: Phacopsis, Parmeliaceae, Lecanorales, Lecanoromycetidae, Lecanoromycetes, Pezizomycotina, Ascomycota, Fungi.
Po raz pierwszy opisał go w 1852 r. Louis René Tulasne na poroście jaskrota wilcza (Letharia vulpina) i nadana przez niego nazwa jest aktualna. Synonim: Agyrium vulpinum (Tul.) H. Olivier 1906.

## Występowanie i siedlisko
Podano występowanie Phacopsis vulpina w Europie i Ameryce Północnej. W Polsce nie jest znany.